# Giacomo Filippo Nini

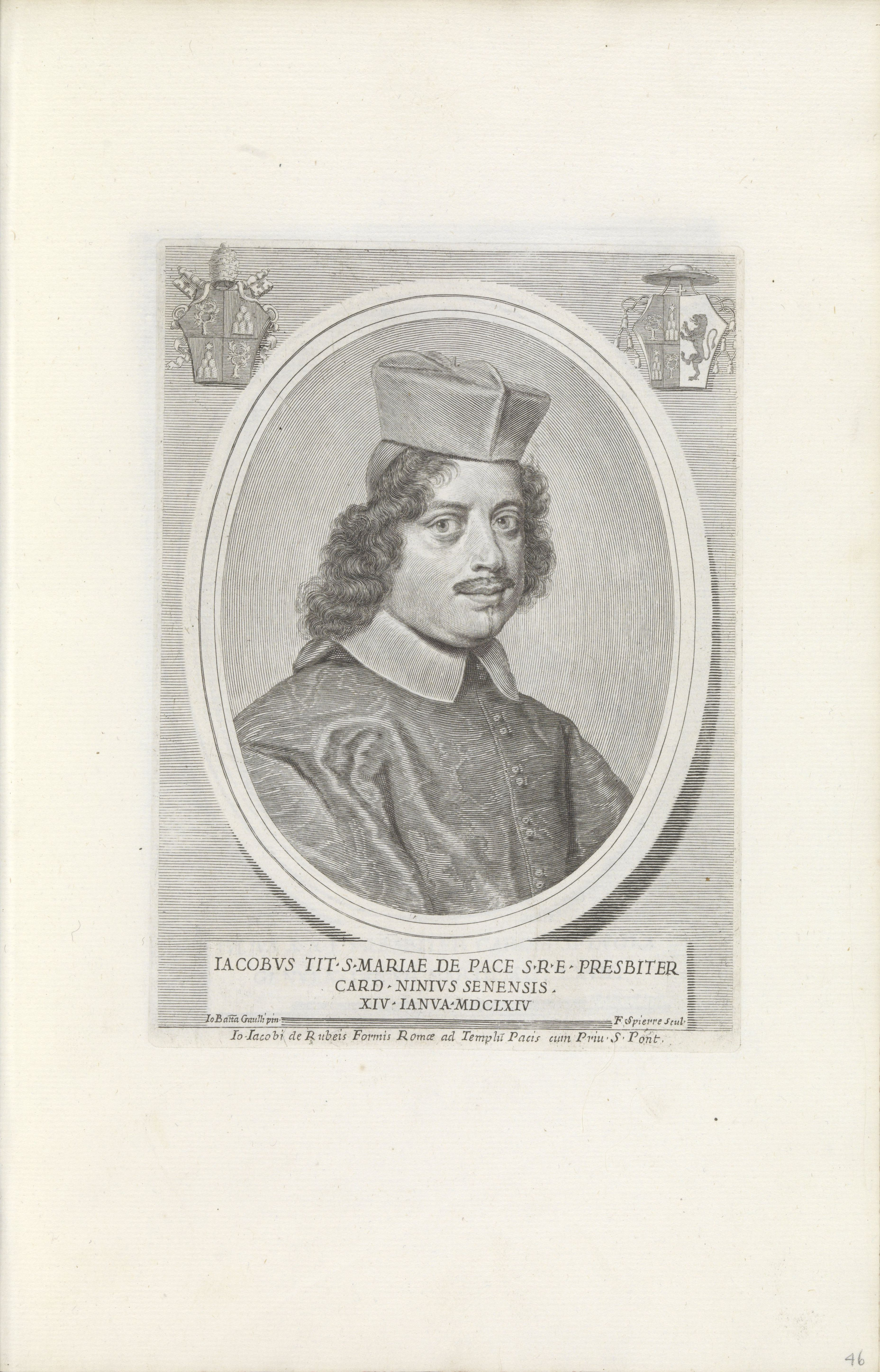
Giacomo Filippo Nini

Giacomo Filippo Nini (* 1629 in Siena; † 11. August 1680 in Rom) war ein italienischer Kardinal.

## Biografie
Giacomo Filippo Nini (manchmal auch als Jacopo bezeichnet) wurde 1629 in Siena als Sohn einer sieneser Patrizierfamile geboren.
Er schloss sein Studium in Rom ab und kehrte dann in seine Heimatstadt Siena zurück, wo er 1652 Kardinal Fabio Chigi (den späteren Papst Alexander VII.) bei seiner Rückkehr von seiner Nuntiatur in Köln traf. Chigi wollte ihn bei sich in Rom haben, wo er im Staatssekretariat des Heiligen Stuhls unter der Leitung des mächtigen Kardinals arbeitete.
Zum Priester geweiht, wurde er Kanoniker der Basilika Liberiana Santa Maria Maggiore in Rom und im Jahre 1656 Sekretär der Gedenkstätten. Zum Kommendatarabt von San Cristoforo di Bergamo in Acqui Terme ernannt, wurde er Präfekt des Apostolischen Palastes und des Cubicolo di Sua Santità (1664–1666).
Am 28. April 1664 wurde er zum Titularerzbischof des Corinthus erwählt und empfing anschließend die Bischofsweihe.
Im Konsistorium vom 14. Januar 1664 wurde Giacomo Filippo Nini in pectore zum Kardinal ernannt, dies wurde am 15. Februar 1666 öffentlich bekanntgemacht. Am 15. März desselben Jahres erhielt er den Kardinalshut und die Titelkirche Santa Maria della Pace. Er nahm am Konklave von 1667 teil, in dem Clemens IX. zum Pontifex gewählt wurde, und erneut am Konklave von 1669–1670, in dem Clemens X. gewählt wurde. Er nahm erneut am Konklave von 1676 teil, in dem Innozenz XI. gewählt wurde. Am Ende dieser Konklaven wurde er am 9. Januar 1679 zum Kämmerer des Heiligen Kardinalskollegiums gewählt und blieb bis zum 8. Januar 1680 im Amt.
Er starb am 11. August 1680 in Rom und wurde am nächsten Tag im Grab der liberianischen Kanoniker begraben.